# Miacatlán
Miacatlán es una localidad del estado mexicano de Morelos. Es cabecera del municipio de Miacatlán.

## Demografía
| Gráfica de evolución demográfica |
|                                  |

| Censo | Población |
| ----- | --------- |
| 1900  | 2514      |
| 1910  | 2698      |
| 1921  | 1529      |
| 1930  | 2243      |
| 1940  | 2439      |
| 1950  | 3210      |
| 1960  | 4149      |
| 1970  | 3980      |
| 1980  | 7730      |
| 1990  | 6451      |
| 2000  | 7639      |
| 2010  | 7212      |
| 2020  | 7466      |